# Sala 641A

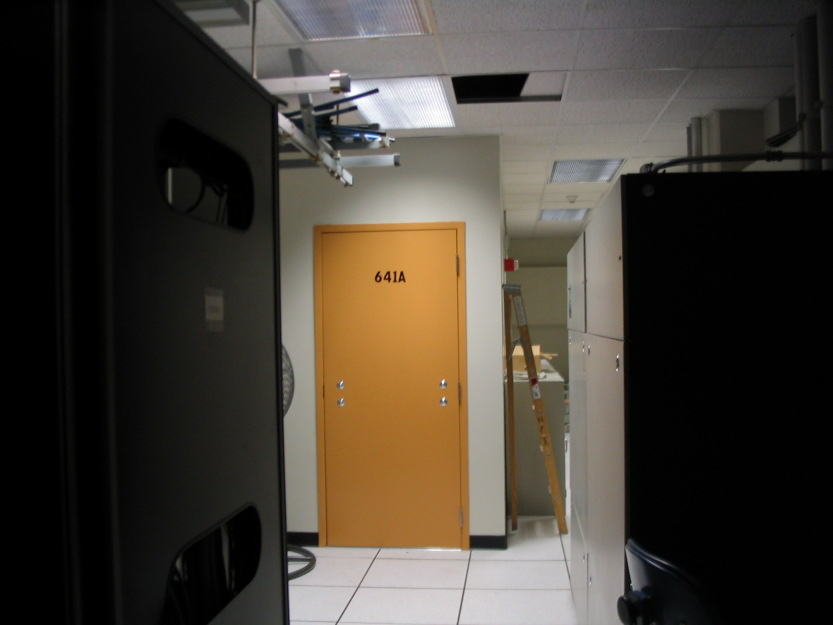
Fotografia da Sala 641 exterior

Sala 641A é uma unidade de intercepção de telecomunicações operada pela AT&T para a Agência de Segurança Nacional (dos EUA), que iniciou suas operações em 2003 e foi exposta em 2006.
A Sala 641A está localizado no prédio da SBC Communications em Folsom Street 611, San Francisco, dos quais três andares foram ocupados pela AT&T antes da SBC comprá-la. A sala foi referida em documentos internos da AT&T como o SG3 [Grupo de Estudo 3] Quarto Seguro. Ele é alimentado por linhas de fibra óptica vindas de divisores de feixes instalados instalados em ramais de fibra ótica do tráfego backbone de Internet e, tal como analisado por J. Scott Marcus, ex-CTO da GTE e um ex-conselheiro do FCC, tem acesso a todo o tráfego de Internet que passa através da construção, e, portanto, "a capacidade de permitir a vigilância e a análise de conteúdo da internet em grande escala, incluindo tráfego tanto estrangeiro quanto puramente nacional." O ex-diretor do Grupo de Reportes Analíticos de Geopolítica e Militares Mundiais, William Binney, estima que 10 a 20 tais instalações foram instaladas em todo os Estados Unidos.
A existência do quarto foi revelada pelo ex-técnico da AT&T, Marcos Klein, e foi tema de uma ação de classe de 2006 pela Electronic Frontier Foundation contra a AT&T. Klein afirma que ele foi informado de que semelhantes salas escuras são operadas em outras instalações em todo o país.